# Margan-e Qadīm
Margan-e Qadīm (persiska: مَرگَنِ قَديم, مرگن قدیم, مَرگَن) är en ort i Iran.   Den ligger i provinsen Västazarbaijan, i den nordvästra delen av landet, 700 km nordväst om huvudstaden Teheran. Margan-e Qadīm ligger 995 meter över havet och antalet invånare är 747.
Terrängen runt Margan-e Qadīm är platt åt nordost, men åt sydväst är den kuperad.Runt Margan-e Qadīm är det ganska glesbefolkat, med 39 invånare per kvadratkilometer. Närmaste större samhälle är Showţ, 17,8 km väster om Margan-e Qadīm. Trakten runt Margan-e Qadīm består i huvudsak av gräsmarker.